# Microdipoena guttata
Microdipoena guttata là một loài nhện trong họ Mysmenidae.
Loài này thuộc chi Microdipoena. Microdipoena guttata được Richard C. Banks miêu tả năm 1895.